# 김준오
김준오(金埈五, 1939 ~ 1999)는 대한민국의 문학평론가이자, 부산대학교 국어국문학과 교수였다.

## 생애
그는 1937년 9월 3일 김천 출생으로 아버지를 따라 부산으로 이주. 1957년 경남고등학교를 졸업하고, 1961년 서울대학교 국어국문학과를 졸업하였다. 1963년 『사상계』에 편집부에 근무하다가 1970년 잡지가 폐간으로 부산으로 내려와 1976년 「현대시의 현상학적 고찰」이라는 논문으로 부산 동아대학교에서 문학석사 학위를 받았다.
1977년 부산대학교 인문대학 국어국문학과 전임강사가 되었고, 1987년 「한국 근대 문학의 장르론에 대한 연구」로 대구 계명대학교에서 국문학 박사 학위를 취득하였다. 부산대학교 교수가 되어 대학원장까지 지냈으며, 시 비평 및 연구 활동을 계속하여 여러 권의 저서를 남겼다. 김준오는 시론과 장르 연구에 많은 업적을 남겨 20세기 후반 한국의 시론을 대표하는 인물로 평가받고 있다. 1999년 3월 29일 63세에 지병으로 세상을 떠났다.

## 참고 문헌
- 김준오, 『한국 현대 장르 비평론』(문학과지성사, 1990)
- 김준오, 『도시 시와 해체 시』(문학과비평사, 1992)
- 김준오, 『시론』(삼지원, 1996)
- 김준오, 『문학사와 장르』(문학과지성사, 2000)
- 김준오, 『현대 시의 해부』(새미, 2009)